# موهیگان لیک (نیویورک)
موهیگان لیک (به انگلیسی: Mohegan Lake) یک منطقهٔ مسکونی در ایالات متحده آمریکا است که در شهرستان وستچستر، نیویورک واقع شده‌است. موهیگان لیک ۸٫۰ کیلومتر مربع مساحت و ۶٬۰۱۰ نفر جمعیت دارد و ۱۵۹ متر بالاتر از سطح دریا واقع شده‌است.